# Apoderinae
Apoderinae Jekel, 1860 è una sottofamiglia di coleotteri appartenenti alla famiglia Attelabidae.

## Tassonomia
La sottofamiglia Apoderinae comprende le seguenti tribù e sottotribù:
- Tribù Apoderini Jekel, 1860

- Tribù Clitostylini Voss, 1929
  - Sottotribù Allapoderina Legalov, 2003
  - Sottotribù Clitostylina Voss, 1929
  - Sottotribù Pseudophrysina Legalov, 2003

- Tribù Hoplapoderini Voss, 1926
  - Sottotribù Afroapoderina Legalov, 2003
  - Sottotribù Hoplapoderina Voss, 1926
  - Sottotribù Paratomapoderina Legalov, 2003

- Tribù Trachelophorini Voss, 1926